# Petra Hammesfahr

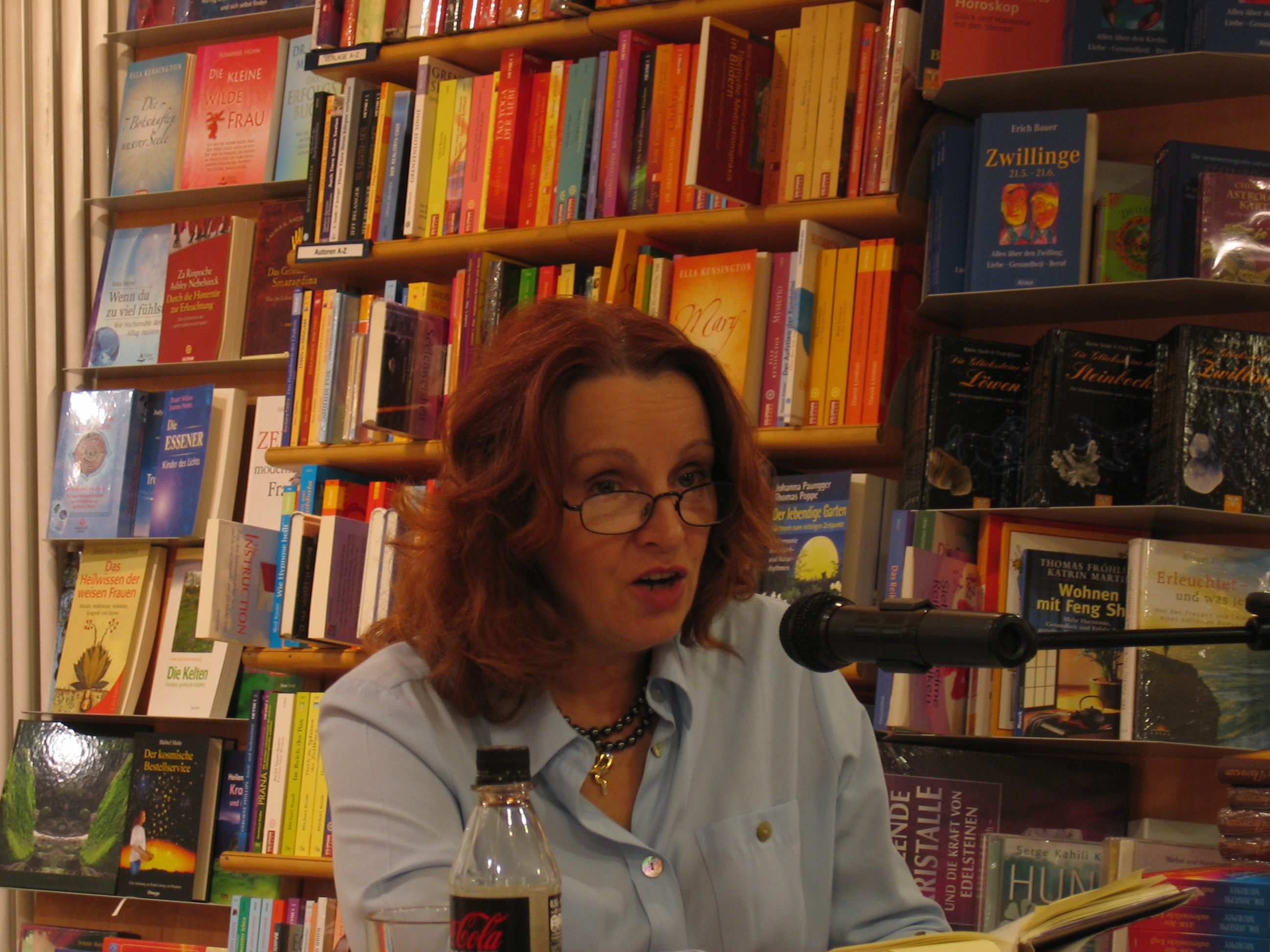
Petra Hammesfahr

Petra Hammesfahr (nacida el 10 de mayo de 1951 en Titz, Renania del Norte-Westfalia) es una novelista alemana. Ha logrado varios premios y reconocimientos, incluyendo el premio de literatura Wiesbaden y el premio de literatura Rhineland.
Su primera novela fue publicada en 1991, seguida de más de una docena de publicaciones con gran impacto en su país. Su novela The Sinner fue publicada en inglés por la editorial Bitter Lemon en 2007 y publicada nuevamente en los Estados Unidos por Penguin Books en la década de 2010. The Sinner fue adaptada en una serie de televisión del mismo nombre en el año 2017, protagonizada por Jessica Biel y Bill Pullman, estrenada en Latinoamérica por la cadena Netflix con un gran éxito de audiencia.
Una segunda novela, The Lie, fue publicada por la editorial Bitter Lemon en 2010.
Hammesfahr vive en Kerpen, una localidad cercana a Colonia.